# Mistrovství světa v atletice 2025
20. mistrovství světa v atletice se bude konat od 13. do 21. září 2025 v japonském Tokiu na Národním stadionu. Bude to podruhé, kdy po Mistrovství světa v atletice 1991 bude Tokio hostit šampionát a po třetí v Japonsku, kdy se Mistrovství světa v atletice 2007 odehrávalo v Ósace.

## Volba pořadatele
V říjnu 2019 uvedl prezident Světové atletiky Sebastian Coe, že zvažuje přímou volbu hostitele pro tento šampionát. Uspořádal by ho některý z afrických států, a to pravděpodobně Keňa, která i následně svou nabídku potvrdila. Své oficiální nabídky o hostování podaly:
- Nairobi
- Tokio
- Singapur
- Slezsko - Chořov

Během kongresu Světové atletiky v Eugene bylo 14. července 2022 po hlasování oznámeno Tokio jako hostitel šampionátu. 